# Neoclosterus turei
Neoclosterus turei es una especie de escarabajo longicornio del género Neoclosterus, tribu Plectogasterini, orden Coleoptera. Fue descrita científicamente por Bouyer en 2016.
El período de vuelo ocurre durante los meses de mayo, junio y agosto.

## Descripción
Mide 39-44 milímetros de longitud.

## Distribución
Se distribuye por Costa de Marfil.